# Dobrów (gmina)
Dobrów – dawna gmina wiejska istniejąca w XIX wieku w guberni warszawskiej. Siedzibą władz gminy był Dobrów.
Za Królestwa Polskiego gmina Dobrów należała do powiatu gosty(ni)ńskiego w guberni warszawskiej.
Gmina została zniesiona w 1874 roku, a jej obszar włączono do gminy Pacyna.